# Битва при Шиптон-Муре
Битва при Шиптон-Муре — условное название столкновения английской правительственной армии и мятежников, которое произошло 29 мая 1405 года в Йоркшире (Северная Англия). Командовавший правительственной армией Ральф Невилл, 1-й граф Уэстморленд, без боя рассеял войско противника, после чего командиры мятежников, Ричард ле Скруп и Томас Моубрей, 4-й граф Норфолк, были казнены.

## События у Шиптон-Мура
В 1399 году Генрих Болингброк захватил престол и стал королём Англии под именем Генриха IV. На этом этапе в числе его союзников были северные магнаты во главе с могущественным родом Перси, однако позже отношения между короной и лордами ухудшились. В 1403 году дело дошло до открытого восстания. Перси, решившие возвести на престол Эдмунда Мортимера, были разбиты при Шрусбери, глава этого дома Генри, 1-й граф Нортумберленд, хотя и сохранил основные владения, но лишился ряда должностей и влияния в англо-шотландском пограничье. В 1405 году произошло новое обострение. Мятеж подняли Ричард ле Скруп, архиепископ Йорка, и Томас Моубрей, 4-й граф Норфолк. Они распространяли манифесты, в которых говорилось о непосильных налогах, о всеобщем разорении и о необходимости передать корону законному наследнику Ричарда, а Генрих IV фигурировал в тексте как узурпатор и нарушитель клятвы. Мятежники собрали армию в восемь-девять тысяч человек и двинулись от Йорка на север, к землям Моубрея, где к ним были готовы присоединиться сэр Джон Фоконберг и другие местные рыцари. По-видимому, Моубрей и Скруп хотели объединить свои силы с Нортумберлендом и бароном Бардольфом. Однако сын короля Джон (впоследствии герцог Бедфорд) и Ральф Невилл, граф Уэстморленд, рассеяли войско Фоконберга у Топклиффа, а 29 мая преградили Скрупу и Моубрею путь у Шиптон-Мура.
Уэстморленд притворился, что настроен миролюбиво, и предложил командирам мятежников личную встречу. Моубрей был категорически против, но Скруп всё же настоял на том, чтобы начать переговоры; когда граф и архиепископ приехали на встречу с Невиллом, тот приказал их схватить, а их люди разбежались. Пленников вскоре приговорили к смерти и обезглавили за стенами Йорка.
События у Шиптон-Мура описываются в исторической хронике Уильяма Шекспира «Генрих IV, часть 2».